# Tammela (Pühalepa)
Tammela − wieś w Estonii, w prowincji Hiuma, w gminie Pühalepa.